# Плакат (издательство)
«Плакат» — советское пропагандистское издательство ЦК КПСС, Москва. Основано в 1974 году.
Ежегодно издавало около 900 политических плакатов и свыше 1000 других печатных средств наглядной агитации (тематические комплекты-выставки, портреты, оперативные выпуски фотоинформации, открытки, диапозитивы и др.).
В 1979 году годовой тираж всех изданий составил 450 миллионов экземпляров.
«Плакат» просуществовало до 1991 года, после чего было переименовано в «Панораму» и сменило свой профиль, отказавшись от массового издания листового материала.
В 2005—2006 годах ликвидировано в ходе мероприятий по укрупнению государственных издательств.

## Сотрудники
- Гарбуз Борис Николаевич - заместитель заведующего фотослужбой, изд-во "Плакат" при ЦК КПСС.

## Серии
- Песни о Москве
- Флагманы социалистической индустрии